# ポレッチ
ポレッチ （クロアチア語：Poreč [ˈpɔrɛtʃ]、イタリア語：パレンツォ Parenzo、ラテン語：ParensまたはParentium、ドイツ語：パレンツ Parenz）は、クロアチア・イストラ郡の都市。イストリア半島西岸にある。
およそ2,000年の歴史をもち、小さなスヴェチ・ニコラ島（聖ニコラオス島）によって海から港が守られている。市の人口およそ12,000人はほとんどが周辺に住み、ポレッチ地域全体の人口はおよそ17,000人になる。市の面積は139平方キロメートルで、ノヴィグラード（イタリア語名チッタノヴァ）近郊のミルナ川から南方のフンタナ（イタリア語名フォンターナ）とヴルサル（イタリア語名オルセーラ）まで伸びる37キロの長い海岸線を持つ。

## 歴史
近辺は先史時代から知られていた。紀元前2世紀、ローマ人のカストルム（軍事拠点に建てられた建物）が、市中心部の位置するほぼ400メートル×200メートル区画の広さしかないちっぽけな半島に建てられた。アウグストゥス帝時代の紀元1世紀、パレンティウムは公式に都市となり、ローマ植民地コロニア・イウリア・パレンティウム（Colonia Iulia Parentium）の一部となった。3世紀、この場所は既に、初期キリスト教複合施設を持つキリスト教徒コミュニティーを抱えていた。パレンティウム司教であり殉教者の聖パレンティウムのマウルス（ポレッチの守護聖人）の聖遺物を持つバシリカが、5世紀にこの地に建てられた。
476年にローマ帝国が滅び、別の支配者と権力者が治めるようになった。始めは東ゴート王国、539年以降は東ローマ帝国の一部となった。東ローマの支配は6世紀終わりに終焉を迎えた。788年以後、フランク王国の支配を受けた。12世紀に短期の独立時代を迎え、のちアクイレイア総主教に支配された。1267年、パレンツォはヴェネツィア共和国の一部に選ばれた最初のイストリア都市となって、その支配はさらに5世紀以上続いた。ヴェネツィア時代にパレンツォにはいくつかのヴェネツィア風邸宅、広場、宗教施設が建設された。1354年、ジェノヴァ人の侵攻でパレンツォは破壊された。1363年、町は都市法令を与えられた。16世紀終わりから17世紀初頭にかけ、人口はペストにより大幅に減った。18世紀のカンポ・フォルミオ条約でヴェネツィアが衰退したのち、パレンツォはオーストリア帝国の主権に下った。
1797年から1814年、パレンツォはナポレオン制定のイリュリア州（帝政期の行政区画）の一部となり、名目上フランス帝国に組み込まれた。短期間のフランス支配後、オーストリア＝ハンガリー帝国に復帰した。1844年、パレンツォ＝トリエステ間に蒸気船の定期航路ができた。
1861年から、パレンツォはイストリアの県都となり、地方議会、学校、行政・司法庁舎などが設置された。この時期、徐々に町は造船業の中心地となっていった。また、オーストリア貴族に人気のあるリゾート地となっていった。1902年、レール幅の狭い鉄道線がパレンツォとトリエステを結んだ。
1918年以後、ポレッチはイタリア王国に併合された。第二次世界大戦中の1943年、ユーゴスラビアがポレッチを占有するようになり、公式にクロアチア語名ポレッチに替えられた。代々暮らしてきたイタリア系市民は退去を余儀なくされ、スラヴ人に取って替わられた（ユーゴスラビアの他地域からの移民であった）。
戦後、社会主義化されたユーゴスラビア連邦の一部となったポレッチは、イストリアの他の自治体同様、クロアチア社会主義共和国に属した（コペルだけスロヴェニアに属したことで、国土のほとんどが内陸にあるスロヴェニアに数キロの海岸線が与えられた）。この内陸の境界線が、1991年6月のクロアチア独立宣言の際、クロアチアの一部となったポレッチとクロアチア諸都市とを結ぶ道路が整備される原因となった。

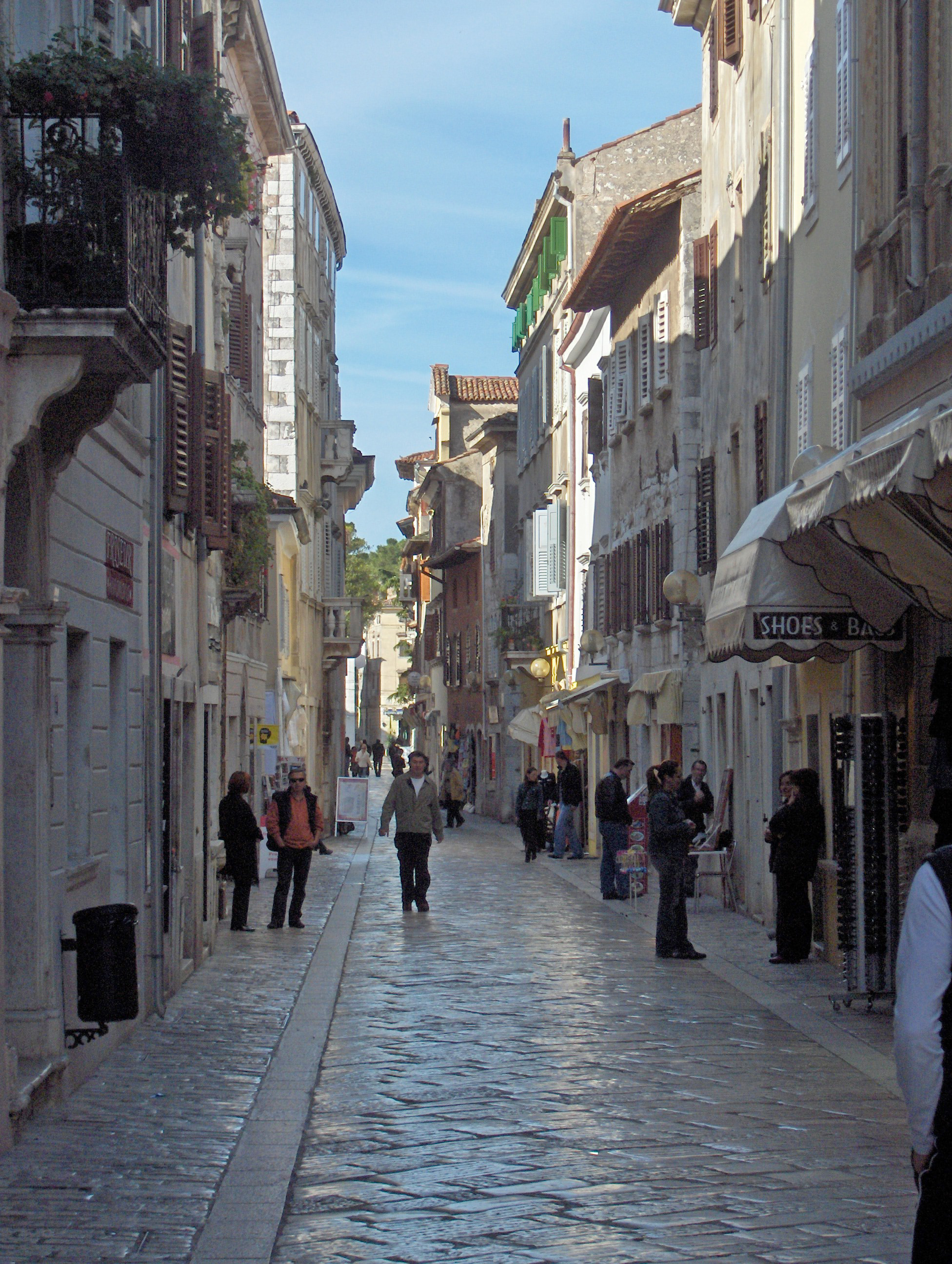
デクマヌス通り

## 気候
ポレッチの気候は極めて温暖で、過酷な夏の暑さとは無縁である。8月の一ヶ月が最も暑く、平均気温30℃で低湿度である。1月の平均気温が最も低く、5℃である。年間日射時間は2,400時間を超え、夏期の晴天は一日平均10時間である。海水温は28℃になり、外気温がポレッチよりも高い南部クロアチアの海岸と比較しても高い。年間平均降雨量は920ミリで、一定の時期だけ降るのではなく、一年を通して平均的に降る。この地域に吹く風はボーラといい、冬期に北から冷たく住んだ天候をもたらす。ユーゴ（Jugo、jugとはクロアチア語で南を意味する）またはシロッコは暖かく、南から雨雲を連れてくる。夏のそよ風は、陸から海へ向けて吹きミストラルと呼ばれる。

## 自然の特徴
バレディネの洞窟はイストリアで唯一公開されている地理学上の記念物で、ポレッチ付近にある。バレディネ洞窟では、石筍が奇妙なかたちになっている。石筍の一つは聖母マリアに似ており、その他はピサの斜塔に似ている。リム湾はフィヨルドに似た全長12キロの入り江で、パジンチツァ（Pazinčica）川が海へ向かって大地を浸食してできあがった。石英の玉石が時折ここで見つかり、海にさらされる。
景色は地中海性の植生が豊富であり、マツやウバメガシ、ヒメイチゴなどの常用樹の藪が広がる。数台に渡って、肥沃な赤土（テラロッサ、またはツルリェニツァ Crljenica）が農業に用いられてきた（穀物、果樹園、オリーヴ園、野菜畑など）。現在有機農産物の生産が行われ、オリーヴ、ブドウ、またマルバシハ、ボルゴンハ、メルロー、ピノー、カベルネ・ソーヴィニョン、テランといったワイン用ブドウが栽培されている。

## 交通
道路交通は輸送手段の第一の形態である。ポレッチはイストリア半島他自治体や、トリエステ、リエカ、リュブリャナ、ザグレブといった都市と接続が良い。最寄りの商業空港はプーラにある。海上交通は、過去数世紀より現在の重要性はいささか劣る。海上交通は、観光旅行のため主に使用される。最寄りの鉄道駅は、イストラ郡の郡議会が置かれるパジンにある。1902年、パレンザナまたはパレンザナ・バーンと呼ばれた、レール幅の狭い鉄道線がポレッチとトリエステ間をつないで開通した。この鉄道線は1935年まで提供されていた。

## 経済
伝統的に、経済活動は常に農業と漁業に結びついてきた。唯一目立つ産業は、食品加工業である。1994年からヨーロッパと、紛争後クロアチア全体がそっくり統合され、ポレッチの貿易、財政、情報伝達技術部門が成長した。歳入の第一位は観光収入である。
不動産価格は、ポレッチがイタリアなど旧西側諸国に近いという、最上の位置にあるために高い。

## 統計
ポレッチの人口における民族区分は、クロアチア人75.4％、イタリア人4.23％、セルビア人3.24％、アルバニア人2.45％である。民族の違う人々が、他民族への寛容の伝統を守っている。

## 見どころ

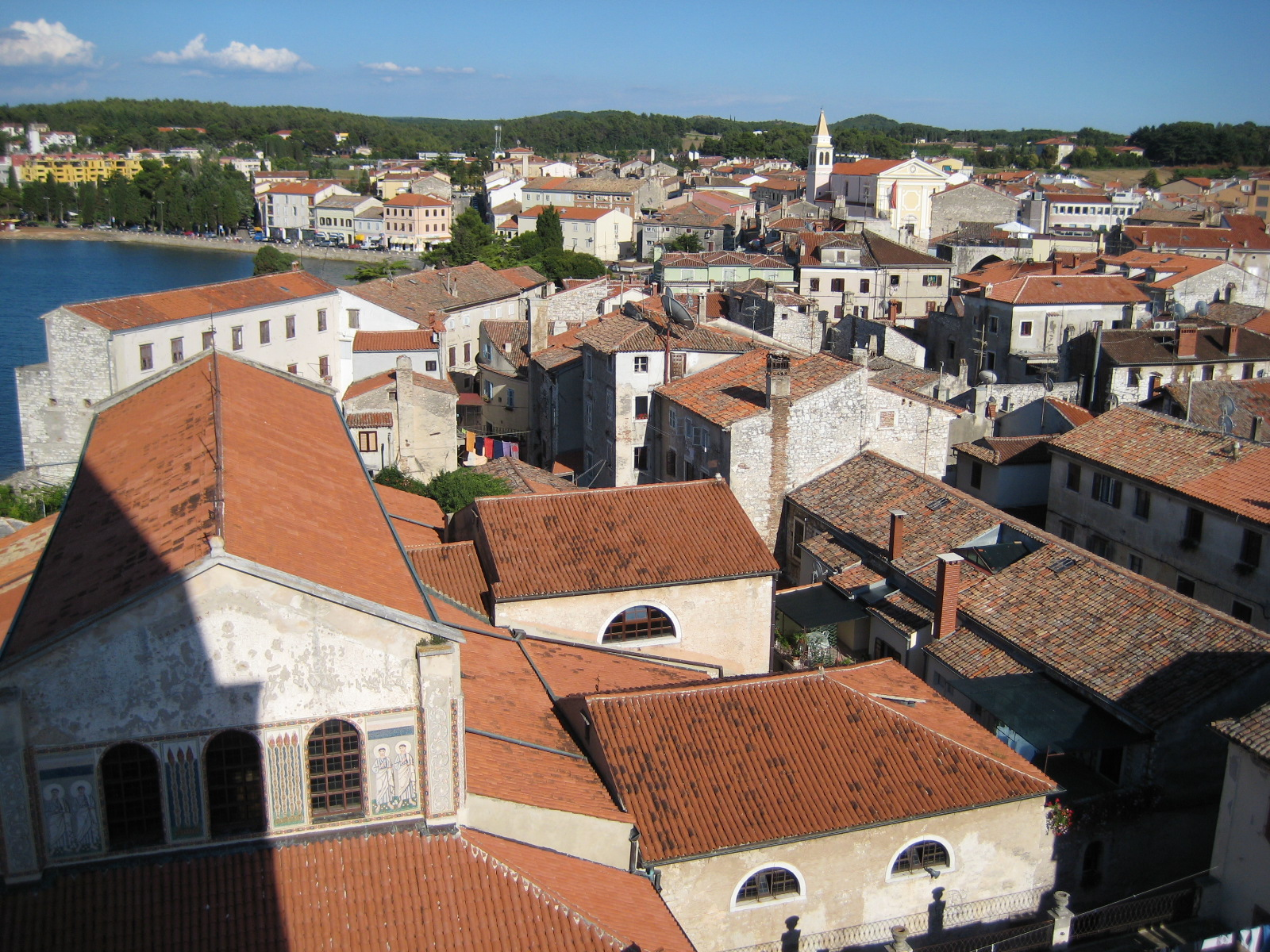
旧市街

市の平面図は、今も古代ローマ帝国時代のカストルム構造（軍事拠点に建設された建物）を見せる。主要な通りはデクマヌス通り（Dekumanus）とカルド・マクシムス通り（Cardo Maximus）で、今も古代の原型をとどめる。マラフォル（Marafor）は、2つの神殿のくっついたローマ時代の広場である。高さ30メートル幅11メートルある神殿の一つは、紀元1世紀にローマ神話の神ネプトゥヌスを祀るため建てられた。
ロマネスク様式時代からある数軒の家が保存されており、ヴェネツィア時代の美しいゴシック様式邸宅が見られる。13世紀に建てられたゴシック様式のフランチェスコ会派教会は、18世紀にバロック様式に改装されてディエタ・イストリアーナ・ホールとなった。
エウフラシウス聖堂は、東ローマ帝国時代の4世紀に原型が建てられ、6世紀に再建された、ポレッチの最重要の史跡である。初期ビザンツ美術のモザイク画が保存されている。1997年にUNESCO世界遺産に登録された。
12世紀から19世紀の間、ドゥブロヴニクでよく知られるような城郭都市であった。

## 観光
1844年、トリエステの蒸気船協会オーストリア・ロイドは、パレンツォを含む観光路線を開設した。最初の観光ガイドが記述し描いた市の様子が、1845年頃に印刷されていた。オーストリア及びハンガリー貴族が1866年に初めてこの地域を『発見』し、オーストリア大公女シュテファニーが、所有するヨット『ファンタジー号』でパレンツォ港にやってきたことにより、広くパレンツォが紹介された。1867年、オーストリア大公カール・シュテファンと大公女マリア・テレジアがこの地に休暇をすごしに訪れた。1868年にはカール・ルートヴィヒ大公が訪問した。パレンツォで最も古いホテルは、1910年開業のリヴィエラ・ホテルである。
現在、観光施設が意識的に風光明媚な海岸線沿いの37キロメートル、ミルナ川と深いリム湾の間に広がっている。南部にはプラヴァ・ラグーナ（青い潟）、ゼレナ・ラグーナ（緑の潟）、ビイェラ・ウヴァラ（Bijela Uvala、白い洞窟）がある。観光の最盛期には、ポレッチ付近一帯の人口は一時的に120,000人を超える。
ポレッチの文化遺産は、市の歴史地区、博物館や美術館となっている住宅や邸宅で見られるが、数世紀に渡ってそうしてきたように、今も私有の住宅となっているところが多い。シーズンオフになると、クロアチア、スロヴェニア、オーストリア、イタリアから週末を利用した観光客がやってくる。スポーツ複合施設が展開しており年中利用されている。1991年から4年あまり続いたクロアチア紛争で、これら複合施設はクロアチア各地の戦禍から逃れてきた人々の避難所として使用されていた。

## 世界遺産登録基準
この世界遺産は世界遺産登録基準のうち、以下の条件を満たし、登録された（以下の基準は世界遺産センター公表の登録基準からの翻訳、引用である）。
- (2) ある期間を通じてまたはある文化圏において、建築、技術、記念碑的芸術、都市計画、景観デザインの発展に関し、人類の価値の重要な交流を示すもの。
- (3) 現存するまたは消滅した文化的伝統または文明の、唯一のまたは少なくとも稀な証拠。
- (4) 人類の歴史上重要な時代を例証する建築様式、建築物群、技術の集積または景観の優れた例。

## 出身者
- イゴール・ユルコビッチ - キックボクサー